# Vicia pectinata
Vicia pectinata — вид рослин з родини бобові (Fabaceae), ендемік Мадейри.

## Опис
Однорічна, трав'яниста, витка рослина.

## Поширення
Ендемік Мадейри.